# Куропятников, Григорий Александрович
Григо́рий Алекса́ндрович Куропя́тников (24 января 1921, Елисаветград, УССР — 25 февраля 1982, Кировоград, УССР, СССР) — пограничник НКВД, участник Великой Отечественной войны, старшина 1-й статьи, Герой Советского Союза (24.07.1943).

## Биография

### Ранние годы
Родился в семье рабочего. После окончания семи классов неполной средней школы, работал токарем на заводе «Красная звезда». С 1939 года состоял на службе в пограничных войсках НКВД СССР. Прошёл обучение в школе вооружения города Севастополя. Был направлен на сторожевой катер «СК-125» Черноморского отряда пограничных судов.

### Великая Отечественная война
Участник Великой Отечественной войны с 22 июня 1941 года в составе Черноморского флота. Г. А. Куропятников начинал служить пулемётчиком, а с сентября 1941 года — командиром отделения минёров. Участвовал в обороне Севастополя и Одессы, а также в боевых операциях в устье Дуная.
В декабре 1941 года  высаживал десант на Керченский полуостров, а в мае 1942 года эвакуировал оттуда разбитые советские войска. Участвовал в обороне кавказского побережья в 1942 и высадке десанта под Новороссийском зимой 1943 года.

### Подвиг
В марте 1943 года пограничный катер «СКА-065» и транспорт «Ахиллион», перевозивший оружие и боеприпасы, в районе населённого пункта Дивноморское подверглись атаке нескольких десятков вражеских самолетов «Ю-88».
Старшина 2 статьи Куропятников встретил их заградительным огнём из пулемёта. В процессе боя было сбито несколько самолётов противника. Однако и сам Г.А Куропятников был тяжело ранен осколками бомб. Он потерял левую руку, но продолжал вести стрельбу из пулемёта. На корме повреждённого катера возник пожар — загорелись дымовые шашки. Огонь мог перекинуться на глубинные бомбы, лежавшие рядом. Раненый Куропятников сумел выбросить шашки за борт, чем предотвратил гибель сторожевого катера.
Указом Президиума Верховного Совета СССР от 24 июля 1943 года за «образцовое выполнение боевых заданий командования на фронте борьбы с немецкими захватчиками и проявленные при этом мужество и героизм» старшина 2 статьи Куропятникову Григорию Александровичу был удостоен высокого звания Героя Советского Союза с вручением ордена Ленина.

### Послевоенный период
Жил в городе Кировограде. Трудился диспетчером. Умер 25 февраля 1982 года.

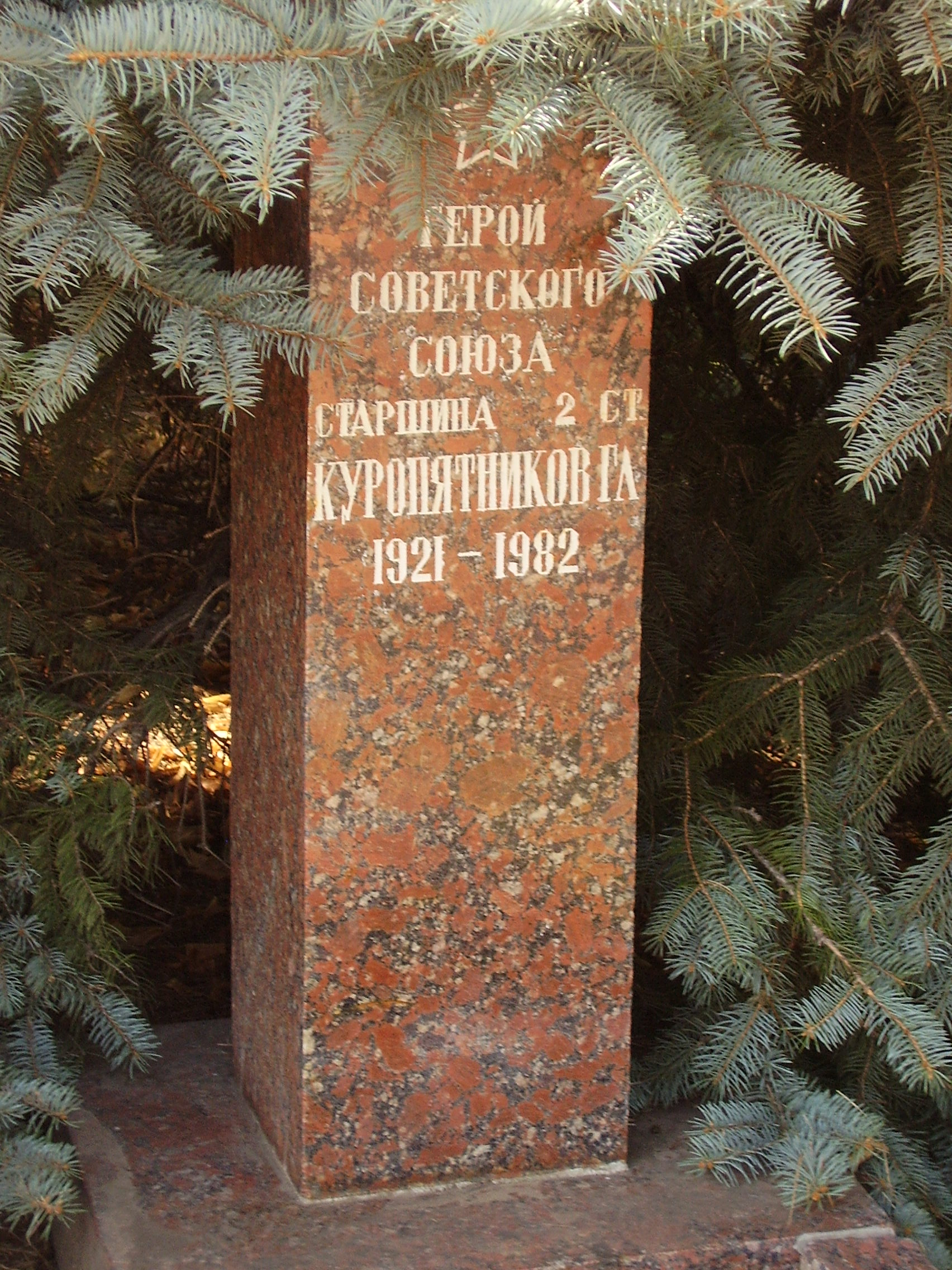
Его могила

Похоронен на территории Пантеона Вечной Славы внутри Крепости Святой Елисаветы.

## Память

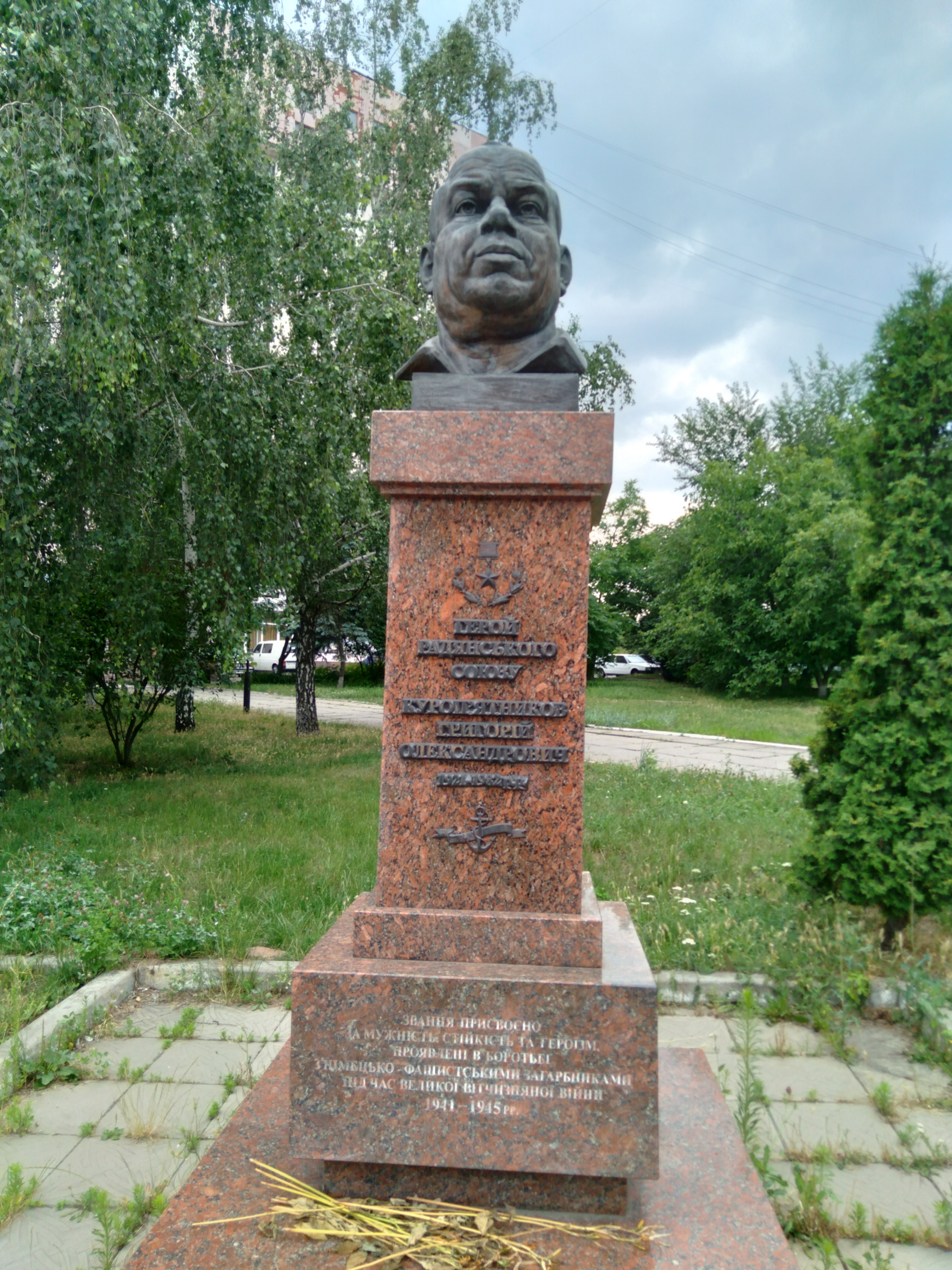
Памятник в 2023 году

Григорию Куропятникову установлен памятник в Кропивницком, а также в его честь названа одна из улиц города . Имя Григория Куропятникова присвоено одному из сторожевых катеров Западного пограничного округа и флагману морской охраны пограничных сил Украины.